# Йотти, Леонильде
Леонильде «Нильде» Йотти (итал. Leonilde "Nilde" Iotti; 10 апреля 1920, Реджо-нель-Эмилия, Италия — 3 декабря 1999, Рим, Италия) — итальянский государственный деятель, председатель палаты депутатов парламента Италии (1979—1992).

## Биография
Окончила филологический факультет Католического университета Милана. В 1943 г. вступила в коммунистическую партию Италии, избиралась президентом Союза итальянских женщин Реджо-нель-Эмилии.
- 1946 г. впервые избрана членом палаты депутатов от ИКП, была её членом до своей смерти в 1999 г. Была членом комиссии 75, отвечавшей за разработку Конституции.
- 1979—1992 гг. — председатель палаты депутатов парламента Италии, в 1992 г. выдвигалась от левых сил на пост президента страны,
- 1979—1984 гг. — депутат Европарламента.

Избиралась членом ЦК КПИ. Была ближайшим соратником и спутницей жизни Пальмиро Тольятти. Ради неё он оставил жену и сына.

## Примечания

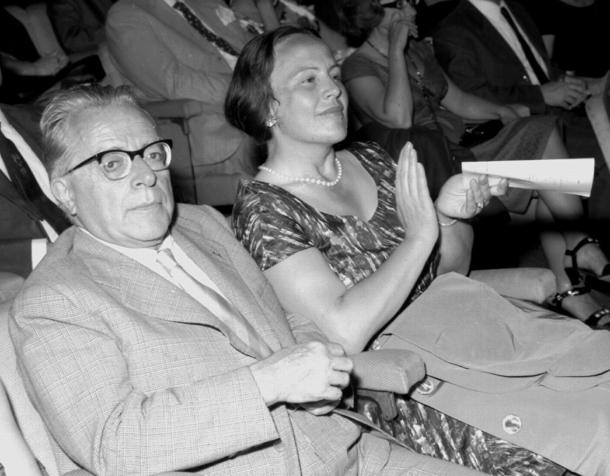
Леонильде Йотти и Пальмиро Тольятти